# Enrico Corradini
Enrico Corradini, född 20 juli 1865, död 10 december 1931, var en italiensk författare.
Corradini verkade kring sekelskiftet, särskilt sedan han grundat tidskriften Regno för nationalismen, och anslöt sig senare till fascismen. I ett flertal skrifter och genom medarbetarskap i olika tidningar (L'idea nazionale, Tribuna, Giornale d'Italia) arbetade han för sina politiska doktriner. Från 1923 var han medlem av senaten samt av fascismens stora råd. Corradini var även en betydande skönlitterär och dramatisk författare.